# Silis rionegroensis
Silis rionegroensis es una especie de coleóptero de la familia Cantharidae.

## Distribución geográfica
Habita en Brasil.